# 常鼐
常鼐（穆麟德轉寫：cangnai），滿洲鑲紅旗人，清朝官员、清朝工部尚書。
曾任禮部左侍郎。康熙十四年十月壬午，接替吳達禮，擔任清朝工部尚書，后革。由伊桑阿接任。